# Алгоритм (издательство)
Издательство «Алгори́тм» — российское книжное издательство. Основано в 1995 году. Специализируется на выпуске книг острой и актуальной общественно-политической и исторической направленности.
Директор издательства — Сергей Васильевич Николаев. Главный редактор — Александр Иванович Колпакиди (с 2012).
Лауреат Беляевской премии (2007) в номинации «Издательство» за серию книг «Сверхдержава. Русский прорыв».

## История
Издательство возникло в 1994 году на основе книготорговой фирмы, получив в 1995 году лицензию.
В 1996 году объединение с издательством «Чарли» (издавало собрания сочинений Н. И. Костомарова, Д. И. Иловайского, В. Н. Татищева, Н. К. Шильдера). В том же году главным редактором издательства стал бывший сотрудник «Литературной газеты» П. С. Ульяшов, пригласивший в издательство В. В. Кожинова, который посоветовал издать книги С. Г. Кара-Мурзы и А. С. Панарина, и благодаря этому сформировалось издательское лицо «Алгоритма».

## Деятельность
Издательство выпускает труды Вадима Кожинова («Правда „Чёрной сотни“», «Наследники победы», «Правда сталинских репрессий»), Сергея Кара-Мурзы («Оппозиция: выбор есть»), Александра Панарина («Народ без элиты»), Александра Зиновьева, Анатолия Уткина, Александра Проханова, Валентина Сорокина, Эдуарда Лимонова, Михаила Задорнова, Михаила Полторанина, Валерия Шамбарова, Олега Кашина, Владимира Бушина и других аналитиков, мыслителей, историков, философов, политологов, социологов, писателей.
Среди авторов издательства: известные политики, экономисты и предприниматели: Сергей Глазьев, Михаил Делягин, Владимир Жириновский, Дмитрий Рогозин, Михаил Ходорковский, Анатолий Лукьянов, Егор Лигачев, Геннадий Янаев, Сергей Удальцов («Путину — бой!»), Геннадий Гудков.
В издательстве вышла «Энциклопедия отечественной мультипликации», ставшая первым сборником, подобного рода, который получил одобрение Министерством Российской Федерации по делам печати, телерадиовещания и средств массовых коммуникаций. В ней «представлены все крупные отечественные мультипликаторы, помещены картинки с мультфильмами, что позволяет быстро находить, какой режиссёр снял тот или иной анимационный фильм». Также была выпущена или энциклопедия «Русская философия».
Существуют серии «Литература с географией», «Народный путеводитель» и «Энциклопедии великих писателей». В серии «Кинофестиваль» была выпущена книга об актрисе И. В. Извицкой.
Заметное место в продукции издательства занимают книги т. н. «патриотической направленности», такие как «Великий главнокомандующий И. В. Сталин» или «Последний бой Лаврентия Берии» и, по имеющимся у Русской службы Би-би-си сведениям, опубликовано более 10 тысяч книг подобного содержания.
Издательство регулярно участвует в крупных российских и международных книжных выставках (Московская международная книжная выставка-ярмарка 2008), является лауреатом премий и конкурсов в книгоиздательстве.

## Оценки и критика
В августе 2005 года руководитель Московского бюро по правам человека А. С. Брод в интервью ведущему программы «Рикошет» на радиостанции «Эхо Москвы» Л. Гулько отметив, что «существует целая индустрия выпуска радикальной националистической литературы», высказал мнение, что «причём не только сейчас такие маргинальные издательства как «Русская правда» или «Витязь», сейчас подключаются к изданию подобной литературы вполне респектабельные издательства, как „Алгоритм“-ЭКСМО, который печатают многотысячными тиражами книги, скажем Севастьянова, Мухина такого радикального ксенофобского характера». 
Издательство дважды не было допущено на книжную выставку non-fiction. Колпакиди в связи с этим в интервью «Литературной газете» отметил следующее: « С определённого момента не допускают. У нас есть конспирологическая версия. Мы когда-то издали книгу «Дело „Норильский никель“», в которой главным действующим лицом выступал фигурант списка Форбс «100 самых богатых евреев мира» г-н Прохоров, он же являлся одним из спонсоров выставки «Нон-фикшн» и ещё книжной ярмарки в Красноярске. А культурными инициативами Прохорова управляли из Библиотеки иностранной литературы, в которой находились штаб-квартиры американского, британского, израильского и многих других „культурных центров“. Ну, это гипотеза, как вы понимаете, мы грешны „конспирологией“ и поэтому допускаем и иные причины».
В ноябре 2012 года выпустило от лица Н. А. Толоконниковой, одной из участниц скандальной панк-группы Pussy Riot, книгу «Pussy Riot. Что это было?», представляющую собой сборник компиляций различных ранних выступлений и интервью участниц, взятых из открытого доступа. Весь тираж в дальнейшем был продан издательству «Эксмо», представитель которого, менеджер по работе с Интернетом и печатными СМИ издательства Дарья Высочина, позднее сообщила, что «Эксмо» было приняло решение приостановить продажи для выяснения наличия у выпустившего издательства «документов, подтверждающих наличие прав на использование контента и других составляющих данной книги» или «разрешения на издание от правообладателей или их законных представителей». В свою очередь директор издательства С. В. Николаев в своём письме отметил: «Мы связались с Петром Верзиловым, но он отказался этим заниматься, предложив нам связаться с другими возможными авторами, например, с Филиппом Дзядко, но договориться с ними нам не удалось. Тогда мы связались с адвокатами девушек. Где-то за неделю до приговора мы встретились с адвокатами Волковой, Полозовым, Фейгиным. Они заверили нас, что обладают всеми правами. Мы начали переговоры», добавив: «Тексты, которые собраны в этой книге, взяты нами из открытых источников, однако мы подтверждаем, что ни Толоконникова, ни Самуцевич, ни Алёхина, ни их представители согласия на публикацию не давали. Мы признаём то, что совершили непозволительную ошибку и не обладаем разрешением от авторов на публикацию этой книги» и отметив: «Мы приложим усилия, чтобы выяснить у Толоконниковой, Алёхиной и Самуцевич их позицию насчёт данной книги, и сделаем всё, что в данный момент в наших силах. Проданный „Эксмо“ тираж в данный момент лежит, к сожалению, уже вне нашей юрисдикции». В свою очередь Фейгин сказал: «Я вспомнил, когда прочитал эту новость (о выходе книги), что кто-то из „Алгоритма“ приходил ко мне на встречу. У нас были другие дела по защите девушек, и мы сказали, чтобы они занимались, а там посмотрим. Никаких договоров, ничего мы не заключали. К нам обращались ведущие европейские издательства - мы им отказывали, с какой стати мы бы заключили договор с каким-то „Алгоритмом“?». Это абсурд и не что иное, как попытка срубить денег», также высказав мнение что выход книги не просто совпал с предшествовавшим расторжением соглашения между адвокатами и их подзащитными. Верзилов заявил сетевому изданию Газета.ру: «Вся эта история – какой-то ад. „Алгоритм“ просто собрал тексты из блогов и ранее изданные интервью активисток и выдал это за книгу. Причем всё сделано без ведома Pussy Riot. Толоконникова точно эту книгу не писала: там нет ни одного ее нового текста». В свою очередь представитель издательства «Эксмо» Татьяна Каширина сообщила, что «эту книжку мы выпускали совместно с издательством «Алгоритм», то есть мы особо не причастны к этому», хотя и не стала давать комментариев относительно авторских прав на книгу. Колпакиди в связи с этим в интервью «Литературной газете» отметил следующее: «В каждой хорошей, искренней книге на общественно-политическую тему есть что-то для кого-то неприятное. Мы к этому привыкли. Но тут главное – всё же правда. Вот мы издали тексты, принадлежащие членам названной вами группы и их окружению, и они же потребовали их убрать: испугались правды. Системе надо бы не галдеть по поводу „дрыгоножества“, а тексты их публиковать. Но кто-то был заинтересован в их пиаре».
В 2013 году страницах «Литературной России» писатель Екатерина Маркова утверждала, что появление издательства «Алгоритм» стало следствием попыток литературного критика Вадима Кожинова «создать своё „черносотенное издательство“».
Летом 2013 года скандальную реакцию вызвали публикации издательством книг Й. Геббельса «Михаэль. Германская судьба в дневниковых листках» и Б. Муссолини «Третий путь: без демократов и коммунистов», по факту издания которых прокуратура возбудила уголовное дело. Писатель и политический деятель Э. В. Лимонов выступил в защиту издательства, расценив данное уголовное дело опасным прецедентом для других авторов: «Нужно защищать "Алгоритм". Уголовное дело за книги - это 19 век. Сегодня они книгу Муссолини запретили, завтра за живых русских авторов возьмутся». Колпакиди в связи с этим в интервью «Литературной газете» отметил следующее: «Мы издали небольшим тиражом юношеский роман Геббельса «Михаэль». В экстремистских списках его, естественно, не могло быть, ведь это было первое издание на русском языке. Роман был снабжён соответствующим справочным аппаратом, комментариями специалистов. То есть это однозначно научное издание. Мы и не думали, что произведение может трактоваться как экстремистское, ведь Геббельс писал его тогда, когда ещё не состоял в НСДАП, не был никаким активистом нацистской партии, а наоборот, сочувствовал коммунистам. Да и прототипом главного героя романа был коммунист. К сожалению, есть у нас в стране „профессиональные“ борцы с антисемитизмом, делающие на этом богоугодном деле „свой маленький гешефт“, и мы стали их жертвой. […] Этот абсурд очевиден для всех, кроме работников прокуратуры и небольшой горстки злопыхателей. Даже традиционно негативно относящиеся к «Алгоритму» люди отреагировали, если и не словами поддержки, то, по крайней мере, указанием на явную глупость и надуманность обвинения. […] Ситуация намного хуже. С нами судятся не люди, с нами судится выстроенная в последние годы система „борьбы с экстремизмом“, а реально – система тотального очковтирательства. Эти персонажи не понимают или притворяются не понимающими, что люди выходят на Манежку не потому, что прочитали юношеский роман Геббельса. А потому, что власть не исполняет своих элементарных обязанностей. И «Алгоритм» тут не единственная жертва, уже были прецеденты, когда решением суда экстремистской была признана цитата из Горького, а недавно какой-то анекдот занесли в список экстремистских произведений… На самом деле, с тех пор как за дело взялась правоохранительная система, а не сообщества „профессиональных антифашистов“, под ударом оказались все. Вспомним более экзотический случай: огромный срок (шесть лет!) получил известный русофоб Стомахин. Мне отвратительны мысли Стомахина и его политическая деятельность. Но давать за публикации срок, как за убийство, – это перебор!».

### «Проект Путин»
С 2011 году издательство выпускает серию книг «Проект Путин», состоящую из 60 книг, среди авторов которой известные российские и иностранные политики и журналисты.
В 2015 году стали поступать опровержения относительно авторства некоторых книг. Так, журналист газеты Guardian Люк Хардинг В интервью Русской службе Би-би-си сообщил, что не имеет никакого отношения к книге «Никто кроме Путина», на обложке которой он указан в качестве автора. Хардинг заявил, что ситуация, когда издатель публикует материал без согласия автора, внося в него свои изменения, недопустима, также выразив сомнение в том, что книга «Понять Путина», изданная в той же серии за авторством Генри Киссинджера, действительно была написана последним. Аналогичное опровержение поступило и от американского журналиста Майкла Бома, указанного в качестве автора книги «Ошибка президента Путина». Вместе с тем другой автор серии, публицист Андрей Пионтковский подтвердил своё авторство и охарактеризовал серию как «хорошую». В свою очередь директор издательства С. В. Николаев выступил в эфире радиостанции «Эхо Москвы» с опровержением слов Хардинга, сообщив, что его сотрудники всего лишь перевели книгу этого британского журналиста, вышедшую на Украине, а также отметил, что хотя с Хардингом они не смогли связаться, тем не менее готовы заключить с ним договор и выплатить необходимый гонорар, поскольку «нам проще издать книжку, потом человек обращается, мы объясняемся и всё».

### Ответы на критику
В 2008 году в интервью «Книготорговой газете» директор издательства С. В. Николаев отвечая на вопрос о «скандальная слава – это осознанная позиция или результат стечения обстоятельств», отметил, что: «Специалисты говорят: чтобы скандал получился громким, его нужно тихо подготовить. Но это не про нас. На самом деле мы, конечно, осознанно заняли эту нишу задолго до возникновения скандалов. Острая общественно-политическая литература сегодня хорошо продаётся. Логично, что именно она и является поводом для скандалов. Но эти скандалы начинаем не мы. С другой стороны, большая часть выпускаемых нами книг – это книги, связанные с фундаментальными вопросами искусства, культуры, истории. Но эти книги почему-то не интересуют прессу. Журналистам нужен информационный повод, а книги об искусстве им – как сказки на ночь. Вот и кажется, что мы делаем имя на скандалах».